# Sancha z Majorki
Sancha z Majorki (ur. w ok. 1285 w Neapolu, zm. 28 lipca 1345 tamże) − w latach 1309-1343 królowa Neapolu, żona Roberta I Mądrego, klaryska.

## Życiorys
Była córką króla Majorki Jakuba II. W lipcu 1304 w Collioure poślubiła króla Neapolu Roberta I Mądrego, stając się królową małżonką. Jej brat Sancho odziedziczył tron Majorki. Sancha nie miała dzieci. Po śmierci męża w styczniu 1343, z jego woli, pełniła obowiązki królowej matki dla następczyni tronu szesnastoletniej królewny Joanny I. Zmuszona do opuszczenia dworu w 1344 wstąpiła do klasztoru klarysek Santa Maria della Croce w Neapolu, przyjmując imię Klara. Zmarła w opinii świętości 28 lipca 1345. Została pochowana w przyklasztornym kościele Santa Maria della Croce. Później ciało przeniesiono do Bazyliki św. Klary w Neapolu. Istnieje lokalny kult Sanchy jako błogosławionej Kościoła katolickiego.
Sancha ufundowała pierwszy klasztor franciszkanów przy Wieczerniku w Jerozolimie ok. 1336.